# Burg Jagsthausen
Die Burg Jagsthausen, später auch Altes Schloss und in jüngerer Zeit in Anlehnung an Goethes Drama Götz von Berlichingen Götzenburg genannt, in Jagsthausen im Landkreis Heilbronn in Baden-Württemberg ist einer der  Stammsitze der Herren von Berlichingen. Die an einem Hang oberhalb des Jagsttales gelegene Höhenburg ist seit 1950 Kulisse für Freilichtspiele.

## Geschichte

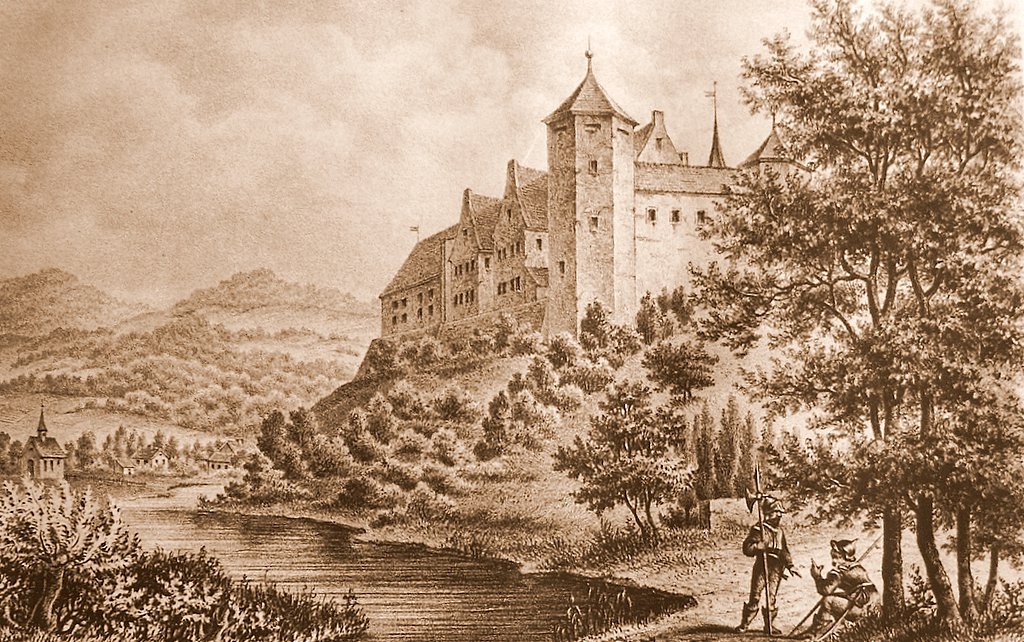
Burg Jagsthausen 1807

Die Burg geht in ihren mittelalterlichen Anfängen auf die Herren von Husen zurück, wurde jedoch mehrfach umgebaut und erweitert, zuletzt sehr umfangreich 1876 bis 1878 durch den Ulmer Münsterbaumeister August Beyer.
Die Burg dient seit 1950 den Burgfestspielen Jagsthausen als Spielstätte und wird etwa seit diesem Zeitpunkt als Götzenburg vermarktet. Tatsächlich lebte der historische Götz jedoch nur wenige Jahre seiner Kindheit auf dieser Burg und hatte die Burg, die einer seiner älteren Brüder erbte, auch nie in Besitz.
Die Burg, die sich im Familienbesitz derer von Berlichingen befindet, wurde von Alexandra Freifrau von Berlichingen bewohnt. Auch Roman Herzog, ehemaliger Bundespräsident und verstorbener Ehemann von Alexandra Freifrau von Berlichingen, lebte in den letzten Jahren vor seinem Tod auf der Burg.
Im Park der Burg befanden sich bis 2014 zwei Gedenksteine für Tote der 17. SS-Panzergrenadier-Division „Götz von Berlichingen“ und der 5. SS-Panzer-Division „Wiking“, zweier Einheiten der Waffen-SS, die auch an Kriegs- und Endphaseverbrechen beteiligt waren. Nach Protesten wurden diese Steine entfernt.
Heute wird das Schloss als Hotel genutzt. 2020 war das Hotel geschlossen.

## Anlage
Die von einem Graben umgebene Anlage verfügt noch über beträchtliche Bausubstanz aus dem 15. und 16. Jahrhundert. Die Burg Jagsthausen besteht aus einem Palas mit Rittersaal, einem Frauenhaus mit Kemenate, einem Bergfried sowie einem Dienstbotenbau mit großen Ecktürmen. Im Schlossmuseum in einem der Ecktürme werden neben Waffen und römischen Altertümern auch die beiden originalen Eisernen Hände des Götz von Berlichingen gezeigt. Ein Park mit romantischer Ruinenarchitektur des 19. Jahrhunderts umgibt die Burg.

## Galerie

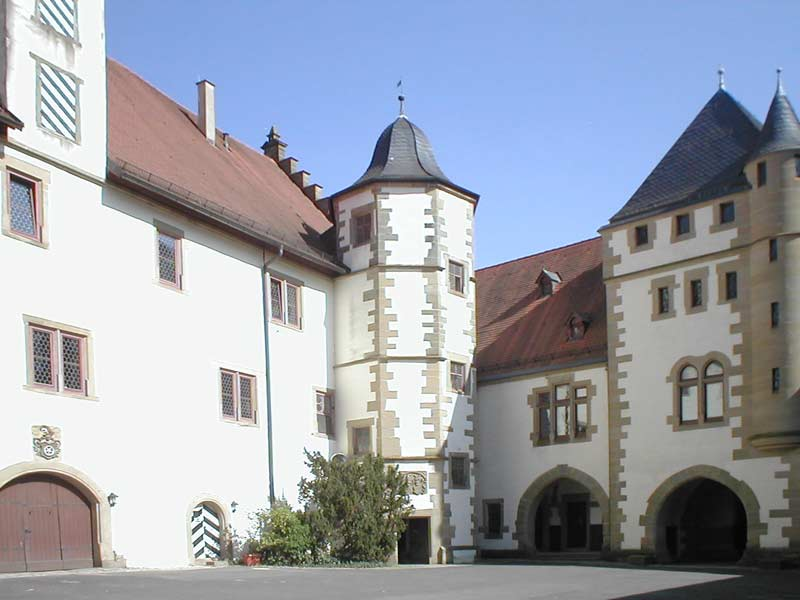
Innenhof
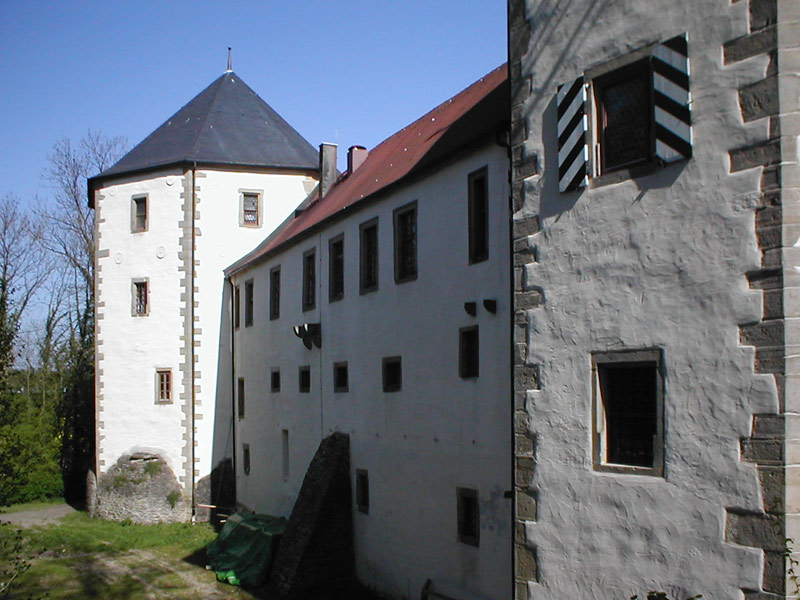
Rückwärtige Ansicht
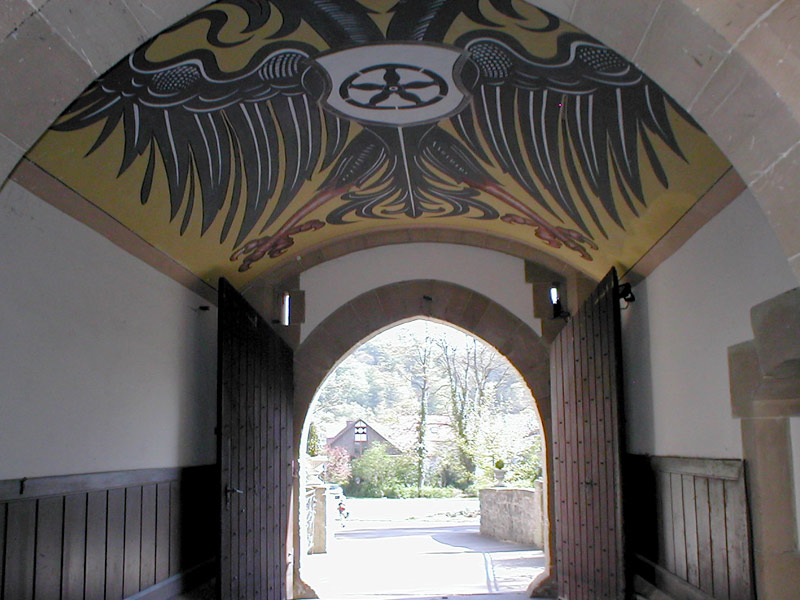
Torturm mit Berlichingen-Wappen
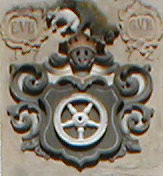
Wappen der Berlichingen am Palas der Götzenburg
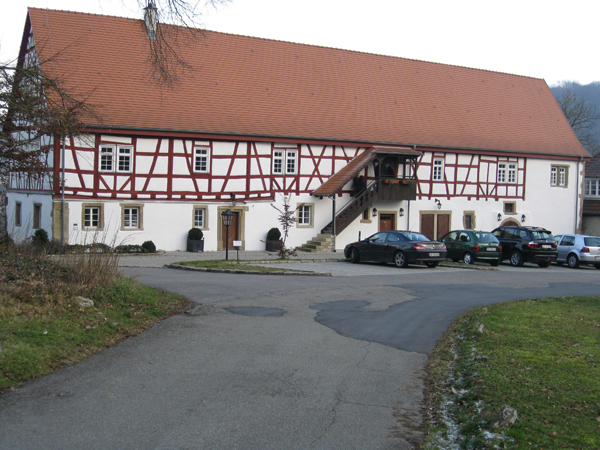
Die Vorburg des Schlosses
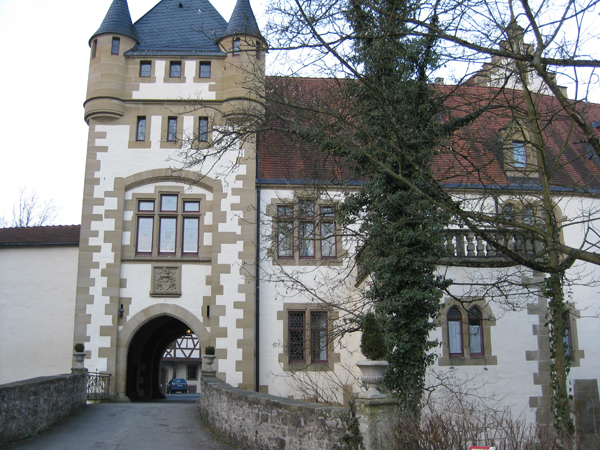
Das Eingangstor
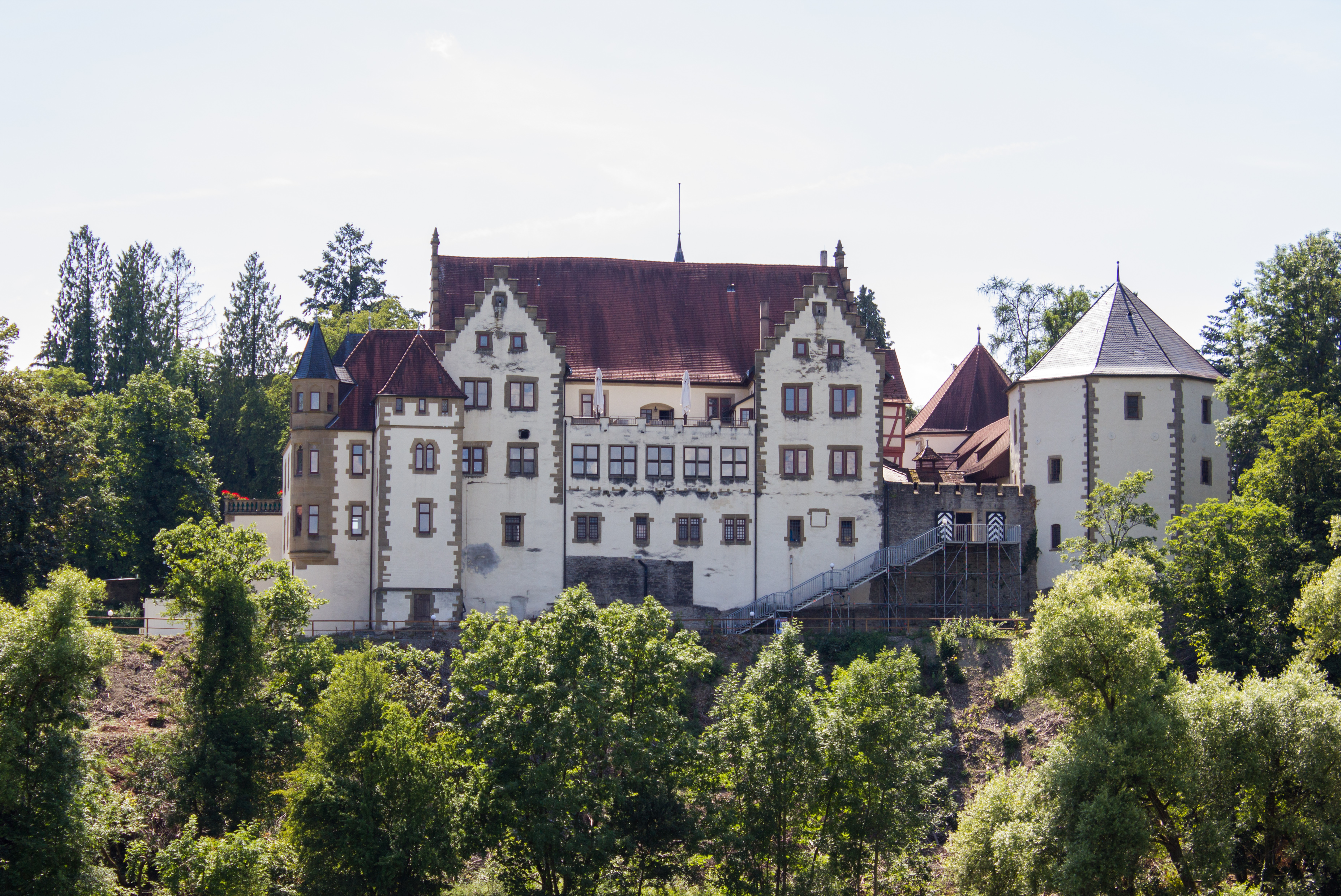
Vom Fahrradweg
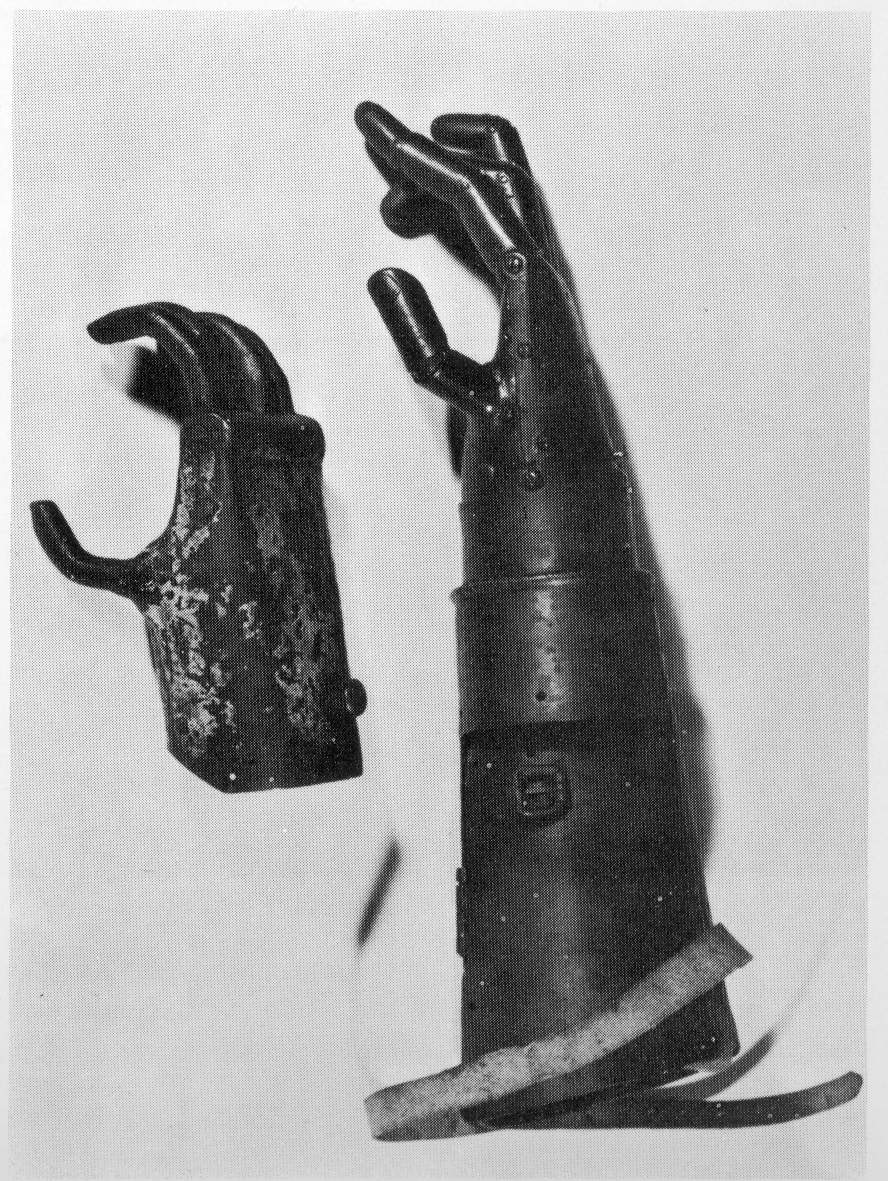
Die beiden Handprothesen des Götz von Berlichingen